# 法浩特·塔德吉耶夫
法浩特·塔德吉耶夫（乌兹别克西里尔文: Фарход Тожиев / Farhod Tojiyev；英语：Farhod Tadjiyev），一般称作塔德吉耶夫，1986年4月9日生于蘇聯，烏茲別克职业足球运动员，他的名字在波斯文的意思是'幸福'。他的哥哥是沙尼捷甸·塔吉耶夫，亦曾效力天津泰達。
2010年2月，他正式被塔什干棉農租借到天津泰達効力，球隊之後放棄了哥哥沙尼捷甸。在中超联赛第一阶段结束后，他也被天津泰達放棄，回到了棉农队。
塔德吉耶夫曾代表國家隊在2010年世界杯外圍賽上陣5場。

## 外部連結
- 法浩特·塔德吉耶夫在National-Football-Teams.com的資料